# Pseudoterpna albolineata
Pseudoterpna albolineata là một loài bướm đêm trong họ Geometridae.